# Fragile fermo immagine
Fragile fermo immagine è un singolo della cantante italiana Alexia, pubblicato nel 2017 ed estratto dall'album Quell'altra.
Il brano è stato scritto da Cesare Chiodo, Tony Bungaro e Giuseppe Anastasi.

## Tracce
- Download digitale

1. Fragile fermo immagine – 3:21

## Classifiche
| Classifica (2017)         | Posizione massima |
| ------------------------- | ----------------- |
| Italia (airplay italiana) | 23                |